# Philipp Nitze
Philipp Nitze, vollständig: Carl Friedrich Philipp Nitze, (* 1. März 1873 in Berlin; † 1946) war ein deutscher Architekt und Baubeamter. Von 1912 bis 1925 war er als Reichsbank-Baudirektor Leiter des Baubüros der Deutschen Reichsbank.

## Leben
Philipp Nitze kam aus einer Berliner Architektenfamilie. Er studierte Architektur an der Königlich Technischen Hochschule zu Berlin und trat nach seinem Examen in den preußischen Staatsdienst. Als Regierungsbaumeister war er zunächst in Halle/Saale tätig.
1903 wurde er Magistratsbaurat in Wilmersdorf; im selben Jahr wurde er zum Dr.-Ing. promoviert.
Nitze war ein enger Freund des früh verstorbenen Julius Habicht, Reichsbankbaudirektor von 1906 bis 1912. 1912 trat er als dessen Nachfolger in den Dienst der Reichsbank. Als Reichsbankbaudirektor war er verantwortlich für den Bau von über 100 Filialen der Reichsbank sowie für zahlreiche Wohnbauten für Reichsbankbeamte. Nitze hatte die Leitung des Baubüros bis 1925 inne; Nachfolger wurde sein ehemaliger Mitarbeiter Heinrich Wolff.
Ab 1926 wirkte er als freier Architekt in Berlin. Seit Januar 1926 war er ordentliches Mitglied der Preußischen Akademie des Bauwesens.

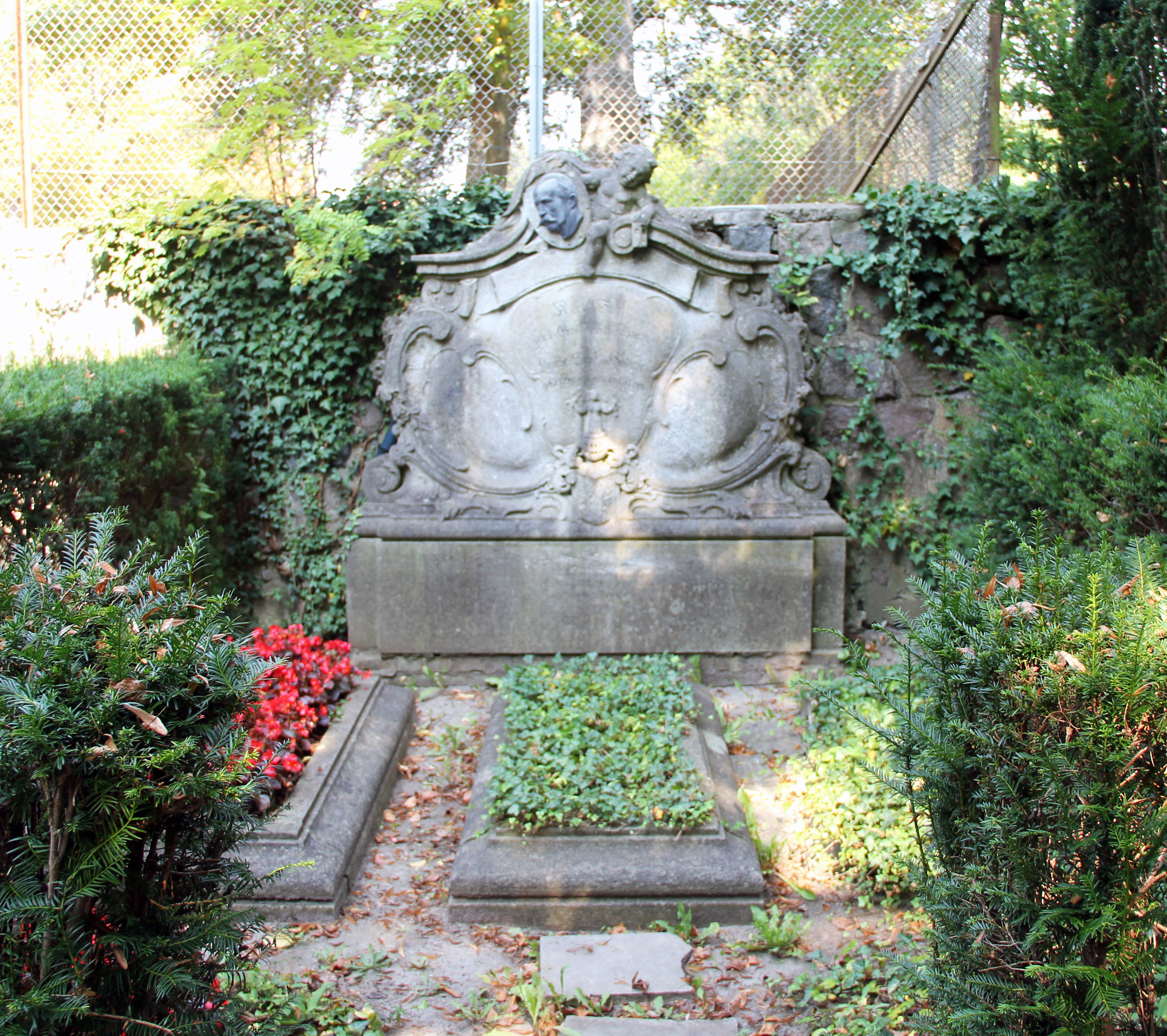
Grab in Berlin-Dahlem

Er war seit 1899 verheiratet mit Elsa, geb. Supf (1879–1956), einer Tochter des Unternehmers Karl Supf. Das Ehepaar fand seine letzte Ruhestätte im Familiengrab Supf auf dem Friedhof Dahlem.

## Bauten
- 1901–1904 Grunewaldkirche mit Pfarrhaus (mit Fritz Bräuning)
- 1908/1909 Feuerwache Wilmersdorf, Gasteiner Straße 19/20
- 1908–1910 Evangelisches Gemeindezentrum St. Andreas, Stralauer Platz 32[3]
- 1910 Reichsbank-Filiale in Haspe, Haenelstraße 52 Lage
- 1911/1913 Höhere Mädchenschule Wilmersdorf (heute Otto-von-Guericke-Oberschule, Eisenzahnstraße 47/48)
- ab 1914 Ausführung des von Habicht geplanten Reichsbank-Gebäudes in Hamburg, heute Bucerius Kunst Forum
- 1914 Haus Nitze, Berlin Dahlem, Im Schwarzen Grund 4
- 1922/1924 Wohnhäuser für Beamte der Reichsbank, Berlin-Dahlem[4]
- 1923 Reichsbank-Niederlassung Magdeburg, heute Dommuseum Ottonianum Magdeburg
- 1924/1925 Technisches Gebäude der Reichsbank, Berlin, Oberwasserstraße
- 1926 Haus Supf, Berlin-Dahlem, Musäusstraße 2

- weitere Reichsbankbauten in Tilsit, Worms, Mönchengladbach, Hannover-Linden, Helmstedt, Unna, Hohenlimburg, Rheine, Aue (1915/16), Berlin-Spandau (1927).[2]

Die von ihm entworfenen Gebäude stehen, soweit erhalten, heute meist unter Denkmalschutz.
Siehe auch:
- Liste der Kulturdenkmale in Berlin-Wilmersdorf (5 Bauten von Nitze)
- Liste der Kulturdenkmale in Berlin-Dahlem (4 Bauten von Nitze)

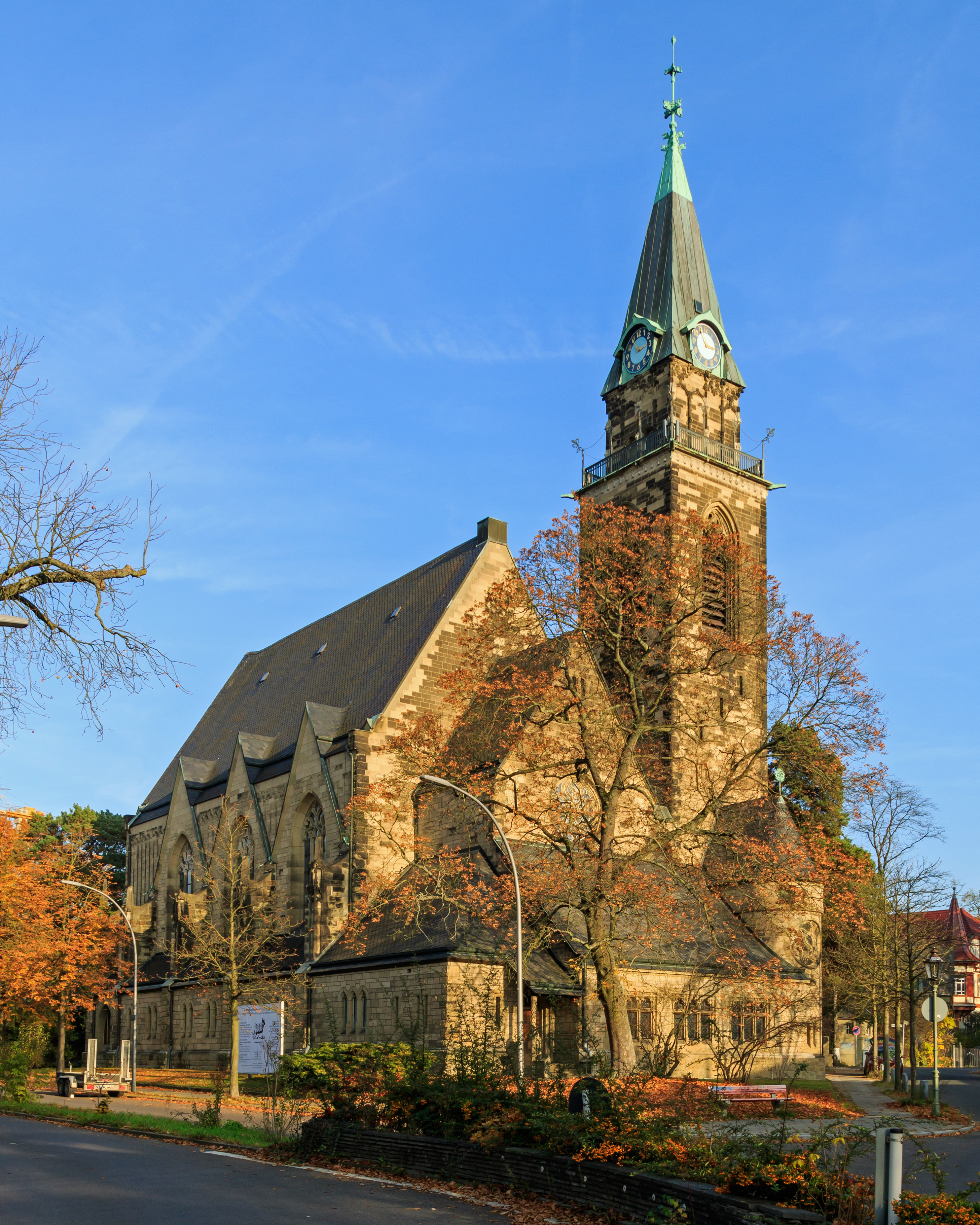
Grunewaldkirche (2015)
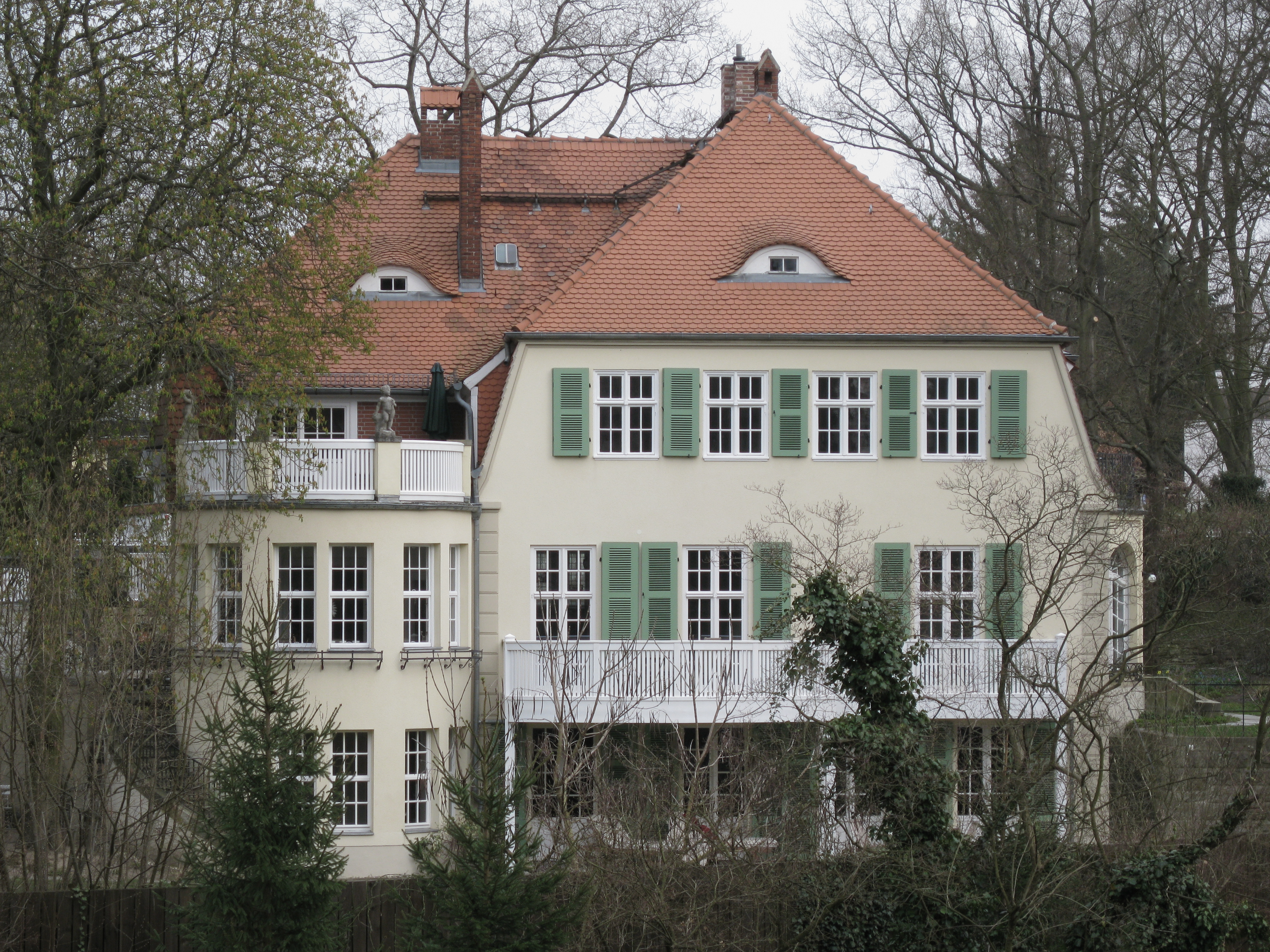
Haus Nitze, Im Schwarzen Grund 4 (2012)
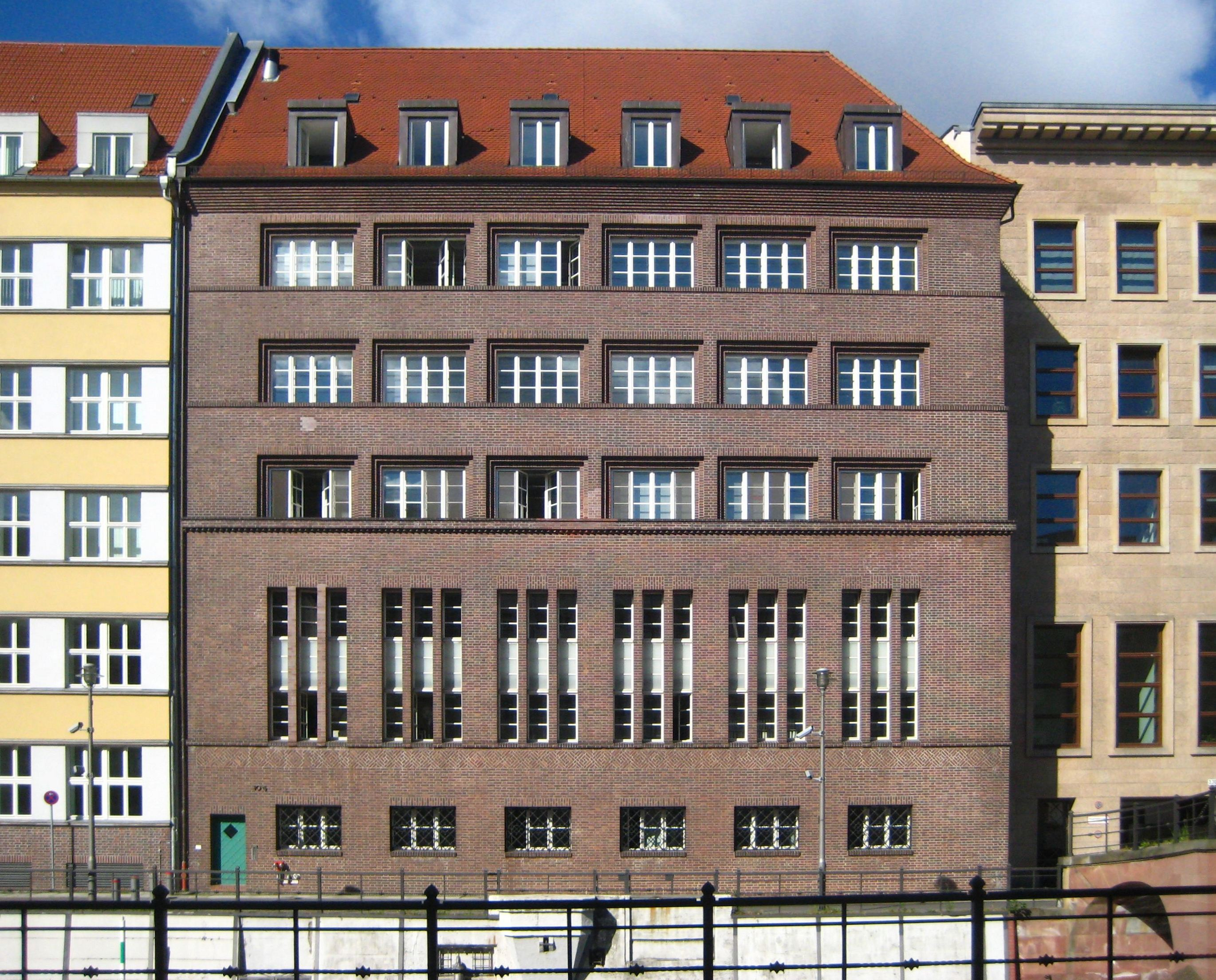
Technisches Gebäude der Reichsbank (2009)
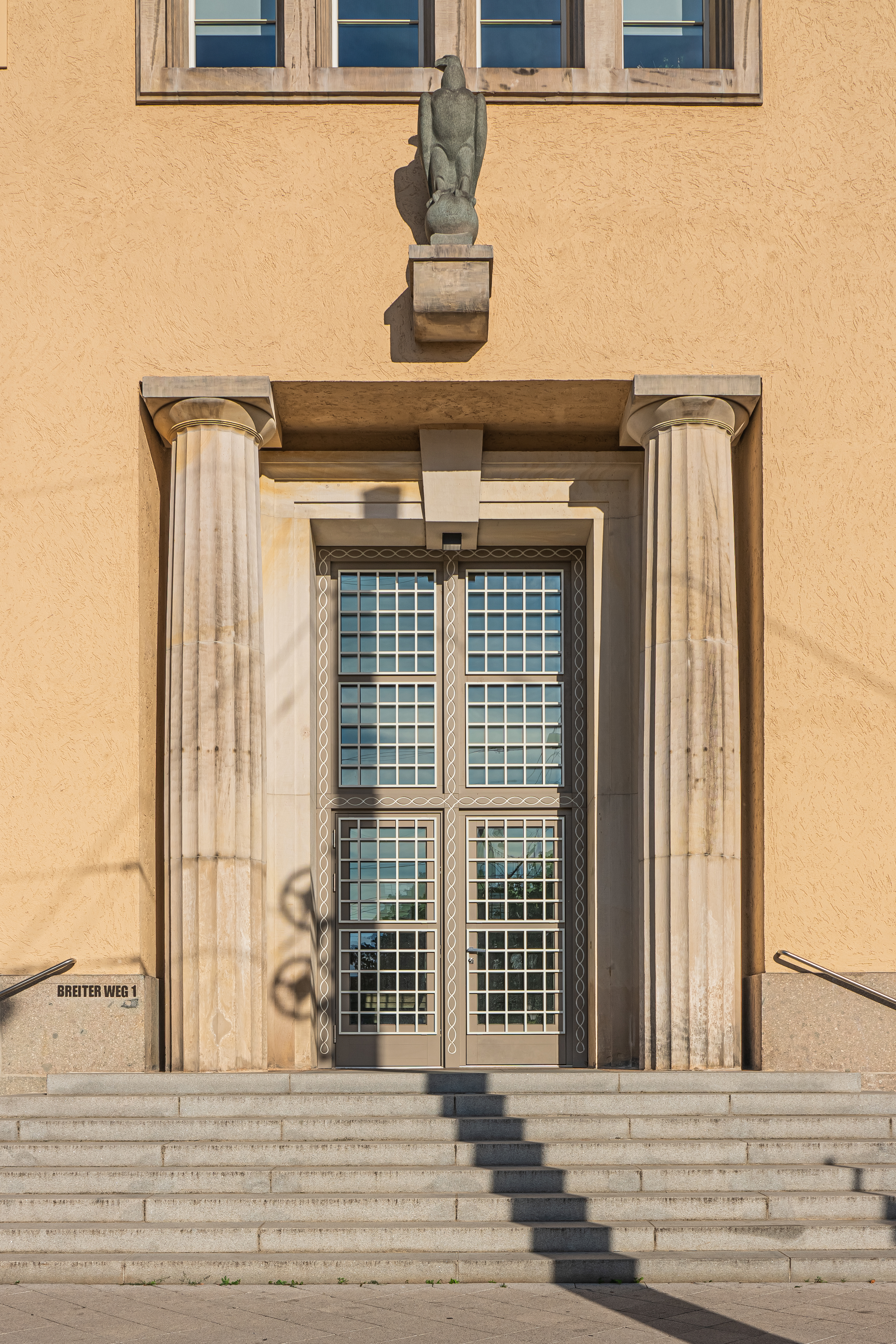
Reichsbank Magdeburg, heute Dommuseum Ottonianum Magdeburg
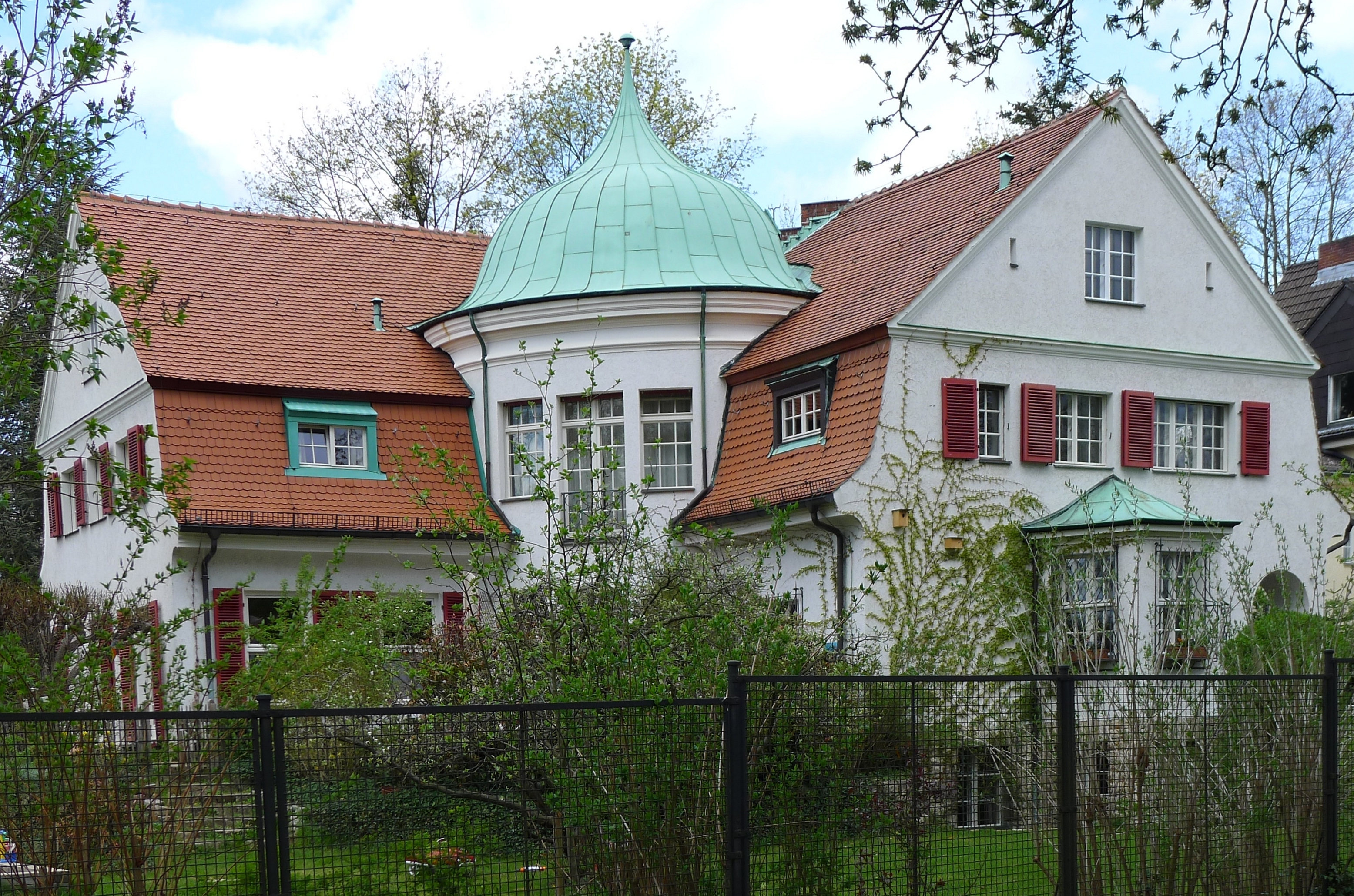
Landhaus Supf, Musäusstraße 2
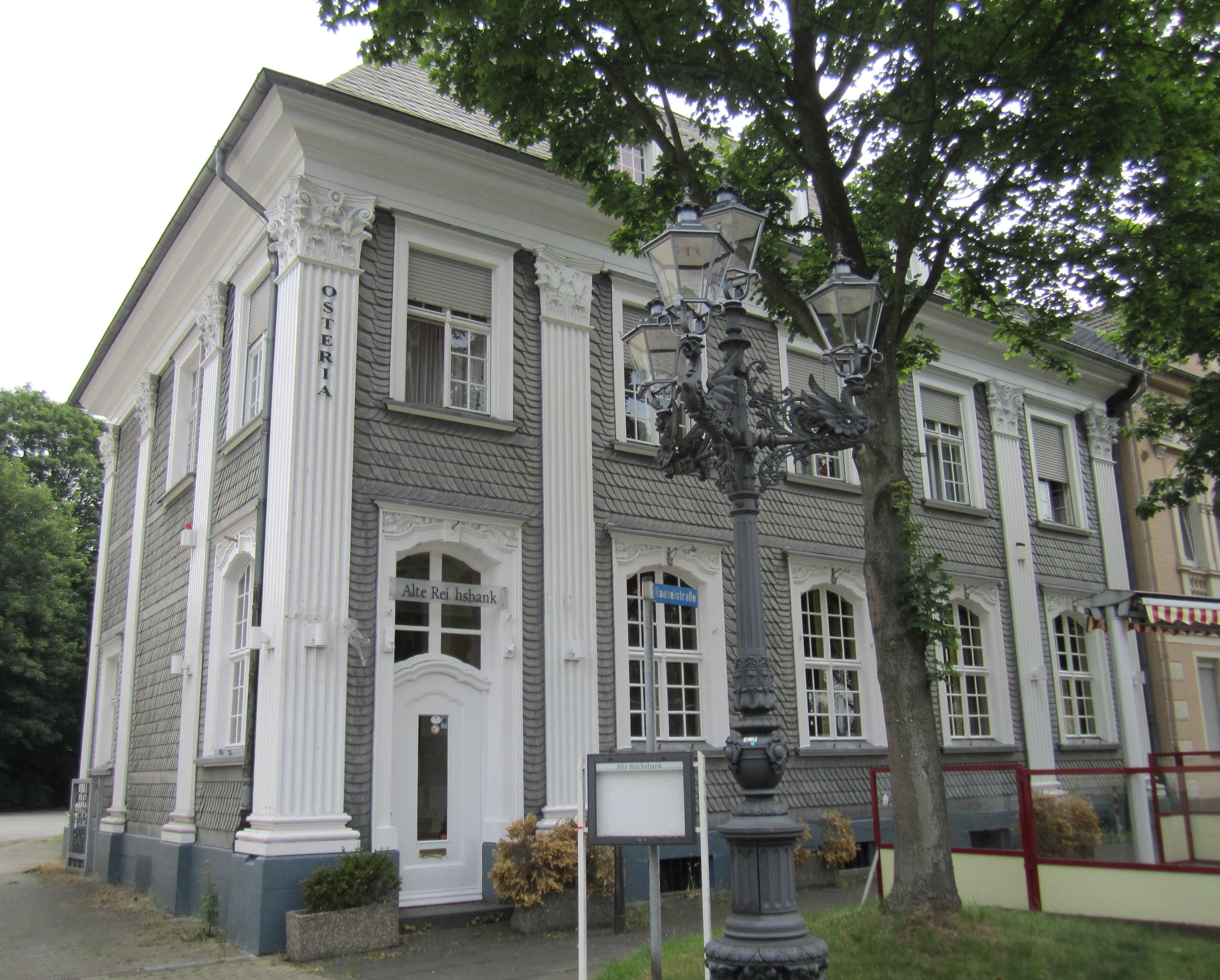
Alte Reichsbank Haspe

## Schriften
- Die evangelische Grunewaldkirche: erbaut in den Jahren 1902–1904. Wasmuth, Berlin 1904.
- (mit Karl Keller): Groß-Berlins bauliche Zukunft: Vorschläge zur Reform der Bebauungsbestimmungen. Renaissance-Verlag Robert Federn, Berlin-Grunewald 1910 (= Schriften des Ansiedlungsvereins Groß-Berlin).
- Die Entwicklung des Wohnungswesens von Gross-Berlín. Heymann, Berlin 1913.
- Julius Habicht †, Berlin. Arnd, Leipzig [1913].